# Antonio Chamochín
Antonio Chamochín de Castro (Castelló de la Plana (?) segle xviii - segle xix) va ser advocat i polític amb intervencions destacades a Catalunya. De vegades el seu cognom es troba grafiat Chamocín.
Per la seva condició d'advocat, durant la guerra del francès va ser alcalde de Morella, on dirigí la defensa de la vila però va ser fet presoner pels francesos i alliberat posteriorment pagant un rescat. El 1820 era jutge a Pamplona, i el 1821 ho va ser a Manresa. Nomenat jutge a Reus cap al 1824, va ser designat alcalde de la vila el 1827, perquè un decret reial del 23 d'agost de l'any 1825 determinava que la primera autoritat municipal fos exercida pel jutge de primera instància, amb el títol d'alcalde major. El nomenament de Chamochín, per 6 anys, va datat el 28 de juny de 1827, però la primera sessió que va presidir va ser l'1 de setembre d'aquell any. Chamochín tenia jurisdicció damunt de Reus i tot el seu partit, integrat per Alcover, l'Albiol, l'Aleixar, Alforja, l'Arbocet, l'Argentera, Les Borges del Camp, Botarell, El Burgar, Cambrils, Castellvell, Colldejou, Mascalbó, Maspujols, Mont-roig, Montbrió, Almoster, La Mussara, Riudecols, La Selva, La Torre de Fontaubella, Vilafortuny, Vilaplana, Vinyols i els Arcs, Les Irles, Les Voltes, Vila-seca, els despoblats de les Comes d'Ulldemolins, el Mas de l'Abat, el mas del Bisbe, Vilagrassa, la Quadra dels Tascals i els santuaris de Misericòrdia i del Roser. Va haver de fer front des del primer dia a la Guerra dels Malcontents, organitzant una columna de voluntaris cap a les muntanyes d'Alforja i Cornudella on hi havia partides absolutistes. A mitjans de setembre va veure la vila de Reus ocupada pels malcontents capitanejats pel franciscà pare Orri i pel cap militar Joan Rafí Vidal, que van saquejar l'ajuntament, emportant-se tots els diners i desarmant la guarnició militar reusenca. Un dels regidors, Albert Olives, capità retirat amb el grau de tinent coronel, es va afegir a la partida de Rafí. Antonio Chamochín, fugit a Tarragona, va retornar a la ciutat amb el general Manso, que la va alliberar i va detenir els principals caps absolutistes, que més endavant van ser afusellats a Tarragona.
Chamochín, com a alcalde, va rebre el rei Ferran VII, quan aquest va anar a Tarragona per a solucionar la revolta dels Malcontents, i va estar present a l'inici de la construcció de la Carretera Amàlia que unia Tarragona amb Reus. Durant el seu mandat va voler millorar la presó de Reus, que havia estat situada des de molt antic al castell del Cambrer, però quan aquest va desaparèixer, s'havia habilitat una sala al carrer de la Presó el 1623. El Comú de la vila tenia des de temps immemorials un magatzem i pati situat en front d'un antic rentador conegut com la bassa del Padró, que feia cantonada amb el camí de l'Aleixar, (avui Prat de la Riba), a la vora dels Quarters de Cavalleria, que havia estat transformat per l'ajuntament en un lloc de reclutament per l'exèrcit, i on s'hi havien fet obres de reforma construint algunes sales. Chamochín va habilitar-ne una, reforçant les parets i les portes, i la va convertir en presó per als delinqüents que requerien màxima seguretat. D'aquella presó a Reus se'n deia "el quartelillo", nom que encara avui serveix als reusencs per designar una presó.
El primer de gener de 1834 va ser nomenat alcalde i corregidor interí de Castelló, càrrec que va ocupar fins al 16 d'octubre d'aquell any.